# بی عدالتی (فیلم ۲۰۲۱)
بی‌عدالتی (به انگلیسی: Injustice) یک فیلم ابرقهرمانی انیمیشن بزرگسالان آمریکایی محصول سال ۲۰۲۱ که بر اساس بازی ویدیویی به همین نام در سال ۲۰۱۳ ساخته شده‌است که توسط استودیو NetherRealm ساخته شده و بر اساس شخصیت‌هایی از دی سی کامیکس ساخته شده‌است. این فیلم توسط برادران وارنر انیمیشن، دی سی انترتینمنت ، و توسط برادران وارنر. اینترتینمنت خانگی توزیع شده‌است. این فیلم را مت پیترز بر اساس داستانی از ارنی آلتبکر کارگردانی کرده‌است و جاستین هارتلی و آنسون مانت در نقش سوپرمن و بتمن بازی می‌کنند. به ترتیب. این فیلم که در تداومی جدا از دنیای اصلی دی سی می‌گذرد، به دنبال فرورفتن سوپرمن به جنون پس از فریب جوکر برای کشتن همسر باردارش لویس لین و انفجار یک سلاح هسته‌ای است که متروپلیس را ویران می‌کند. همان‌طور که سوپرمن زمین را به یک دولت پلیسی برای اجرای صلح جهانی تبدیل می‌کند، بتمن یک مقاومت زیرزمینی برای مقابله با سوپرمن و متحدانش تشکیل می‌دهد.
این فیلم در مه ۲۰۲۱ معرفی شد و Altbacker فیلمنامه آن را نوشت. این فیلم از عناصر بازی ویدیویی Injustice و سری کتاب‌های کمیک مقدماتی آن (عمدتاً The Year One Arc) اقتباس می‌کند، اما روایتی اصلی را روایت می‌کند که از منابع اصلی متفاوت است. این فیلم عموماً نقدهای متفاوتی را از سوی منتقدان دریافت کرد، آن‌ها انیمیشن و اجرای صداپیشگی آن را تحسین کردند، اما از طرح عجولانه و انحراف از منبع اصلی انتقاد کردند.

## خلاصه داستان
در زمین شماره ۲۲، جوکر و هارلی کویین جیمی اولسن را می‌کشند، لوئیس لین را می‌دزدند و یک سلاح هسته‌ای را می‌دزدند که آن را به یک دستگاه ضربان قلب که از طریق جراحی به قلب لوئیس متصل شده وصل می‌کنند. با شنیدن خبر دستگیری لوئیس، بتمن همه اعضای لیگ عدالت را فرا می‌خواند تا او را پیدا کنند. فلش مترسک را در آزمایشگاهش مرده و مواد سمی ترس او را مفقود می‌یابد، قبل از اینکه توسط تله‌ای که توسط جوکر گذاشته شده کشته شود.
سوپرمن در نهایت جوکر و هارلی را در یک زیردریایی پنهان می‌یابد، اما پس از رویارویی با آنها توسط دومزدی (کمیک) مورد حمله قرار می‌گیرد و هیولا را با مشت به فضا می‌زند. با رسیدن قهرمانان دیگر و دستگیری جوکر و هارلی، بتمن متوجه می‌شود که آن‌ها سم ترس را با کریپتونیت مخلوط کرده‌اند و از آن برای ایجاد توهم سوپرمن استفاده می‌کنند که در حال مبارزه با دومزدی است. در واقع، او لوئیس را تا حد مرگ کتک زده‌است. بتمن سعی می‌کند به سوپرمن هشدار دهد، اما دیگر دیر شده‌است. ضربان قلب لوئیس متوقف می‌شود و بمب هسته ای منفجر می‌شود و متروپلیس را نابود می‌کند و میلیون‌ها نفر را می‌کشد.
تحت بازجویی بتمن، جوکر فاش می‌کند که از نبرد شکست خورده خود در برابر بتمن خسته شده‌است و به جای آن به دنبال تلاش برای فاسد کردن سوپرمن بوده‌است. لحظاتی بعد، سوپرمن بازجویی را خراب می‌کند. سوپرمن که از غم و غصه و خشم از دست دادن همسر و فرزند متولد نشده‌اش عمل می‌کند، جوکر را به قتل می‌رساند.
در حالی که گرین ارو هارلی را به مخفیگاه خود می‌برد تا از او در برابر خشم سوپرمن محافظت کند، سوپرمن هویت خود را در برابر سازمان ملل آشکار می‌کند و قصد خود را برای برقراری صلح در زمین، در صورت لزوم به زور اعلام می‌کند. لیگ عدالت بر سر اقدامات سوپرمن تقسیم شده‌است. برخی از اعضا مانند زن شگفت‌انگیز از روش‌های جدید او حمایت می‌کنند، در حالی که برخی دیگر مانند بتمن به عهد عدم کشتن خود وفا می‌کنند. سایر قهرمانان، مانند آکوامن و شزم، از انتخاب طرف خودداری می‌کنند و لیگ را ترک می‌کنند.
در همین حال، دولت ایالات متحده نگران است که سوپرمن در عملیات آن‌ها دخالت کند و ارباب آینه، جاناتان کنت را به عنوان اهرمی علیه او ربوده‌است. سوپرمن شروع به زیر سؤال بردن اعمال خود می‌کند، اما زن شگفت‌انگیز به او اطمینان می‌دهد که کار درست را انجام می‌دهد و به او پیشنهاد می‌کند که جاناتان را پیدا کند. در مواجهه با ارباب آینه واندر وومن مکان جاناتان را می‌فهمد و کمربند او را می‌گیرد که سوپرمن برای یافتن و نجات پدرش از آن استفاده می‌کند. در جایی دیگر، بتمن با رئیس‌جمهور روبرو می‌شود و به او هشدار می‌دهد که اگر سوپرمن متوجه شود دستور دستگیری جاناتان را داده‌است، او را خواهد کشت.
بعداً سوپرمن برای برقراری صلح از بتمن در غار خفاش دیدن می‌کند، اما آنها بر سر دیدگاه‌های ایدئولوژیک خود با هم درگیر می‌شوند و بتمن از پیوستن به سوپرمن امتناع می‌کند. در حالی که تلاش می‌کنند سوپرمن را از انتقال زندانیان پناهندگی آرکهام به یک مرکز امن‌تر بازدارند، بتمن و نایت وینگ از اینکه رابین به سوپرمن پیوسته شوکه می‌شوند. هارلی که از گرین ارو فرار کرده و تصمیم گرفته به یک قهرمان تبدیل شود، زندانیان را آزاد می‌کند و بتمن و سوپرمن را مجبور می‌کند تا موقتاً اختلافات خود را کنار بگذارند تا با آنها مبارزه کنند. در طول نبرد، رابین با عصبانیت، نایت وینگ را به‌طور تصادفی می‌کشد. پس از اطلاع از این حادثه از سوپرمن، زن گربه‌ای بتمن را راحت می‌کند در همین حال، نایت وینگ در زندگی پس از مرگ با راما کوشنا ملاقات می‌کند که او را به ددوینگ تبدیل می‌کند.
در حالی که سوپرمن با راس الغول متحد می‌شود، بتمن یک مقاومت زیرزمینی تشکیل می‌دهد و نقشه‌هایی برای سرقت یک توپ خورشید قرمز از قلعه تنهایی می‌کشد. در طول حمله، راس‌الغول اتم را می‌کشد و توپ را از بین می‌برد، سوپرمن بر کاپیتان اتم غلبه می‌کند و جاناتان که سوپرمن از او در قلعه محافظت می‌کرد به‌طور تصادفی توسط یکی از تیرهای گرین ارو کشته می‌شود و باعث می‌شود سوپرمن غمگین شود و برای انتقام گرین ارو را بکشد. پس از اینکه سوپرمن با استفاده از پهپادهای نظارتی، زمین را به یک دولت پلیسی تبدیل کرد، بتمن به بازی با پلاستیک من می‌پردازد که مستر تریفیک را بشکند. بیرون از زندان و لو رفتن فیلم ویدئویی از سوپرمن که گروهی از نوجوانان را با الهام از جوکر می‌کشد تا وجهه عمومی خود را خراب کند.
در پاسخ، سوپرمن آمازو را برای برقراری صلح جهانی اعزام می‌کند، اما اندروید به سرعت تبدیل به خشونت می‌شود زیرا راس الغول مخفیانه آن را برای کشتن سوپرمن برنامه‌ریزی کرده بود. آمازو که می‌تواند قدرت‌های سوپرمن را تکرار کند، هاوک‌من و سایبورگ را می‌کشد، اما بتمن و متحدانش از راه می‌رسند و به سوپرمن و واندر وومن کمک می‌کنند تا اندروید را نابود کنند. در همین حال، رابین با تغییر عقیده، دوئل می‌کند و راس را با کمک ددوینگ شکست می‌دهد.
سوپرمن با وجود کمک آنها آماده می‌شود تا شورشیان را دستگیر کند و بعد از اینکه زن شگفت‌انگیز به او حمله کرد، او را ناتوان می‌کند، اما با سوپرمن زمین شماره ۱ روبرو می‌شود که توسط مستر تریفیک به این جهان آورده شده‌است. سوپرمن زمین شماره ۲۲ همتای خود را شکست می‌دهد، اما پس از ملاقات با لوئیس از زمین شماره ۹، که سوپرمن خود را پس از باردار شدن با فرزندش از دست داد، تسلیم می‌شود و او به زمین شماره ۲۲ یادآوری می‌کند که زندگی مقدس است. سوپرمن با درک اینکه چقدر سقوط کرده‌است، با کمال میل قبول می‌کند که زندانی شود. اگرچه مطمئن نیست که چه اتفاقی می‌افتد، اما بتمن آماده می‌شود تا جهان و زندگی خود را با زن گربه‌ای بازسازی کند.